# キテラタウン福岡長浜
キテラタウン福岡長浜（キテラタウンふくおかながはま）は、福岡県福岡市中央区に所在するショッピングセンター。2021年2月25日開業。核店舗として、当時西友が九州地区で展開していたスーパーマーケット「サニー福岡長浜店」が出店した。
ショッピングセンターの運営は伊藤忠アーバンコミュニティ、建物の管理は福岡市博多区に本社を置くビル管理会社の総合システム管理株式会社が行う。

## 概要
キテラタウン調布（東京都調布市）に続く「キテラタウン」2号店として、2021年2月25日に開業。キテラタウン調布と同様、あまり規模の大きくない地域密着型のネイバーフッド型ショッピングセンター (NFC) である。「長浜ラーメン」で知られる長浜地区に位置する。
2021年2月25日より、核店舗のサニー福岡長浜店をはじめ、テナントが順次開業。2月25日には正面玄関前で開業記念式典とテープカットが行われた。式典では西友CEOのリオネル・デスクリーが出席、集まった客や取材陣を前に英語と日本語を交えて挨拶し、「九州そして福岡はサニー・西友にとって重要な地域で、地域のお客様にサービスを提供できることを嬉しく思う」と述べた。
なお、前年末に西友が発表していたとおり、同年3月1日付で西友CEOには大久保恒夫が就任し、デスクリーは米国ウォルマートに復帰するため、サニー福岡長浜店は「デスクリーの日本への置き土産」と言うべき店舗となった。また同日をもって、ウォルマートが保有する西友株式の大半をKKR & Co. Inc.と楽天子会社に譲渡したことで、サニー福岡長浜店は2005年に西友がウォルマートの子会社となってから最後の出店店舗となった。
サニーの新規出店としては、2008年の南熊本店（2015年3月31日閉店）以来、実に12年ぶりとなる。なおこれに続き、同2021年4月には福岡市東区千早のショッピングセンター「ガーデンズ千早」に、サニーガーデンズ千早店が出店している。
キテラタウン福岡長浜は、福岡市営地下鉄空港線の赤坂駅、大濠公園駅から徒歩10分弱という公共交通の便が良い立地であり、人口が増えているにもかかわらず、地域には大きなスーパーマーケットが少なく、近隣にはコンビニエンスストアが増えていた。住民は天神のイオンショッパーズ福岡店などまで買い出しに出かけていたため、商機があると判断して出店に踏み切った。
西友ではサニー福岡長浜店を「鮮度や地場商品にこだわり、地元九州の魅力を発信する店舗」と位置づけた。博多港に面し、福岡市中央卸売市場鮮魚市場 に隣接することから市場直送の魚介類を取り扱い、福岡県・九州産の農産物や郷土料理の惣菜を揃えるなど、西友が2020年に掲げた「EDLP+ローカライズ」戦略を強調した店舗となっている。
またサニー以外のテナントも、ショッピングセンターに多い画一的な全国チェーンではなく、大半が福岡・九州の地元企業の出店となっているのが特徴である。
2021年3月4日からは、西友は当店舗のエリアで「楽天西友ネットスーパー」のサービスを開始した（サニーが西友からゆめマート熊本に売却された後も、ネットスーパーのサービスは継続されている）。
当初は「西友福岡港1丁目ショッピングセンター」として計画され、公務員宿舎「合同宿舎簀子（すのこ）住宅」の跡地再開発事業として建設された。
建物は鉄骨造の地上4階建て、2020年12月25日施工。最上階と屋上は駐車場となっている。テナントスペースは1階に2区画、2階に5区画、3階に6区画が設置される。設計は株式会社日企設計（本社：大阪市）、施行は株式会社イチケン。
当物件はケネディクスグループの不動産私募ファンドである合同会社FRPが開発。2021年10月1日に同社からケネディクス商業リート投資法人が当物件の敷地・建物を60億円で取得している。
開業当初にはキテラタウン福岡長浜の公式ウェブサイトはなく、西友公式サイト内のサニー福岡長浜店のページしかなかったが、2023年4月1日にキテラタウン福岡長浜の公式ウェブサイトが開設された。
その後、西友の九州地区撤退により、2024年8月1日付で株式会社イズミ傘下の株式会社ゆめマート熊本がサニーの事業を西友から承継し、核店舗のサニー福岡長浜店もゆめマート熊本の運営となった。

## フロア構成
各店舗の詳細は、公式サイト「ショップリスト」「フロアガイド」を参照。

### 1階
- サニー福岡長浜店[7] - 2021年2月25日開店[8][9]。開業時より出店。
- アクアトリートメントクリーニング キテラタウン長浜店 - 2021年3月19日開店[26]。株式会社エルゼ（福岡県大野城市）が運営[27]。開業時より出店。
- 洋服リフォーム「三光サービス」長浜店 - 2021年2月25日開店。株式会社三光サービス（福岡市早良区）が運営[28]。サニー店内、開業時より出店。

### 2階
- ドラッグイレブン長浜店[29] - 2021年2月25日開店[30]。JR九州ドラッグイレブン株式会社が運営[31]。開業時より出店。
- レストラン&カラオケ「コロッケクラブ」長浜店 - 2021年2月25日開店[32]。株式会社ボナー（北九州市）が運営[33]。開業時より出店。
- 1,200円カット専門店「LiL cut」キテラタウン福岡長浜店[34] - 2021年2月25日開店。株式会社ファスト（福岡市中央区）が運営[35]。開業時より出店。
- NAOSEL長浜整骨院 - 株式会社naosel（熊本市）が運営。開業時より出店。
- 買取専門店おたからや キテラタウン長浜店 - 開業後に出店。

### 3階
- セリア キテラタウン福岡長浜店[36] - 2021年2月25日開店[37]。開業時より出店。
- 女性専用フィットネスクラブ「カーブス」キテラタウン長浜店[38] - 株式会社ライフネス（福岡市南区）によるフランチャイズ運営[39]。開業時より出店。
- 24時間パーソナルトレーニングジム「VISION24」福岡天神店 - 開業後に出店。
- インドアゴルフ練習場「ON FLEEK!」 - 開業後に出店。
- キックボクシングジム「アンカレッジ長浜」 - 開業後に出店。

### 4階・屋上階
- 立体駐車場

### 閉店した店舗
- 西松屋キテラタウン福岡長浜店 - 2021年2月25日開店[40][41]、開業時より出店。2023年10月1日閉店。
- ゲームコーナー「バナナパーティガチャ」長浜店 - 2021年2月25日開店。有限会社サービスゲームス福岡（福岡市城南区）が運営[42]。カプセルトイ・クレーンゲーム専門店。開業時より出店。

## 周辺
- 博多港
- 福岡市中央卸売市場鮮魚市場
- 中福岡年金事務所
- 福岡法務局
- 浜の町公園
- 大濠公園
- 元祖長浜屋 - 長浜ラーメン発祥の店

## 交通アクセス
- 福岡市営地下鉄空港線
  - 赤坂駅 - 徒歩8分[8]
  - 大濠公園駅 - 徒歩9分[8]